# ラグビーアイルランド代表

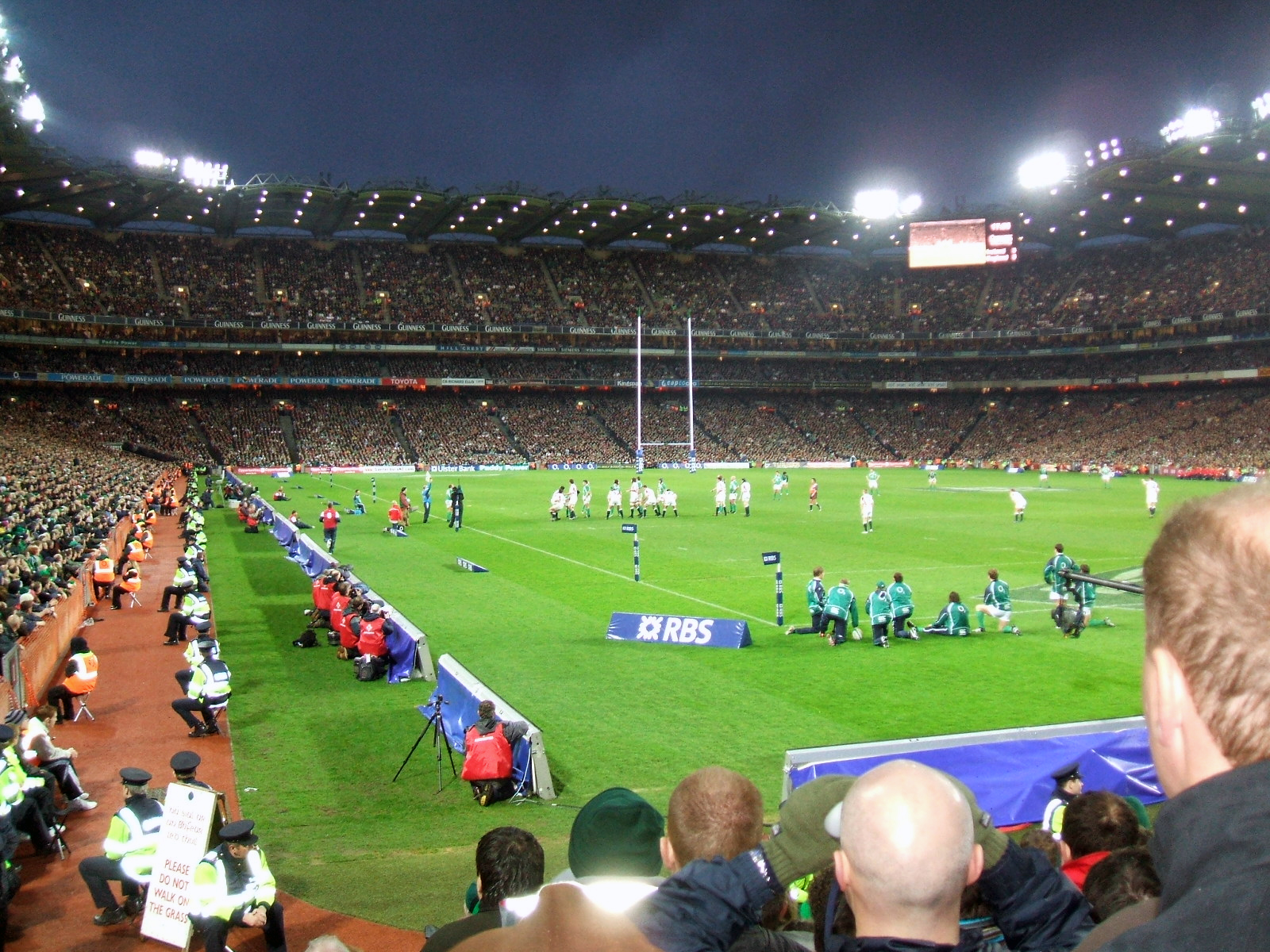
クローク・パークで行われたアイルランド対イングランド戦（2007年2月24日）

ラグビーアイルランド代表（ラグビーアイルランドだいひょう、英語: Ireland national rugby union team）は、アイルランドラグビー協会 (IRFU) によって組織されるラグビーユニオンのナショナルチームである。なお、アイルランドが南北に分かれる以前からIRFUが存在していたため、アイルランド共和国および北アイルランドから選手が選出される。エンブレムはシャムロック。

## 概要

アイルランドラグビー協会の旗。中心に白のフィールドにシャムロックのエンブレム。その周りに左上から時計回りにアルスター、レンスター、コノート、マンスターの4地域の紋章。

初のテストマッチは1875年2月15日のイングランド戦。
ホームスタジアムはアビバ・スタジアム。同スタジアムが改修中の時期は、ゲーリック体育協会 (GAA) が所有するクローク・パークを一時的に使用していた。練習場はダブリン郊外のナショナルスポーツキャンパスである。
W杯の最高成績はベスト8。
シックス・ネイションズを構成しており、また、南半球強豪国への遠征用の、イングランド、スコットランド、ウェールズとの合同チーム「ブリティッシュ・アンド・アイリッシュ・ライオンズ」も結成している。
試合開始前の国歌斉唱ではアイルランド共和国の国歌「兵士の歌（アイルランド語: Amhrán na bhFiann）」を使用していたが、北アイルランド問題などを背景に士気に影響するため、1995年のW杯を機に、ラグビーナショナルチーム用のチーム歌「アイルランズ・コール（英語: Ireland's Call）」が作られた。共和国内で開催するホームゲームでは国歌「兵士の歌」と「アイルランズ・コール」の両方を、アウェイゲームでは「アイルランズ・コール」のみを使用している。
選手層が薄いためか、展開力が弱く、上位チームとの対戦では優れたプレースキッカーによる得点で対戦相手に肉薄する。ひたむきなタックルでトライを目指す姿は「魂のラグビー」と評される。2007年のシックス・ネイションズでは優勝候補に挙げられながらも、ホームのフランス戦で終了間際にヴァンサン・クレールに逆転トライを許し、2位に甘んじた。
2007年W杯ではブライアン・オドリスコルなどの選手を中心に上位進出が期待されたが、1次リーグでフランスとアルゼンチンに敗れ、ベスト8に進出することはできなかった。
2009年のシックス・ネイションズにおいて、1985年以来24年ぶりの優勝を果たし、1948年以来61年ぶりとなるグランドスラムを飾った。
2011年W杯はオーストラリアなどを破り、プール戦全勝で準々決勝に進出したが、ウェールズに敗れた。
2015年W杯はフランスなどを破り、プール戦全勝で準々決勝に進出したが、アルゼンチンに敗れた。
2016年11月6日、アメリカ・シカゴで行われたニュージーランドとのテストマッチを40-29で勝利した。1905年の初対戦から数えて29回目して初のニュージーランド戦勝利となった。
2018年のシックス・ネイションズで、2009年以来の優勝とグランドスラムを達成。11月18日にダブリンでニュージーランドをノートライに抑え、16-9で勝利した。
2019年W杯直前の9月7日に行われたウェールズとのテストマッチに19-10で勝利。この結果、9月9日付でアイルランド代表史上初めて世界ランキング1位の座に就いた。2019年W杯では2戦目でホスト国の日本に敗れたが、プール戦3勝1敗の2位で準々決勝に進出。準々決勝ではニュージーランドに14-46で敗れ、今大会でもベスト8の壁を破ることはできなかった。
2021年オータムネーションズシリーズにおいて、11月6日に 9トライを重ね60-5で日本を倒し、11月13日には29-20でニュージーランドを3年ぶりに破り、ホームグラウンドで連勝した。
2023年3月18日、シックス・ネーションズ2023最終戦でイングランドを29-16で下し、5年ぶり4度目の全勝優勝「グランドスラム」となった。

## 成績

### シックス・ネイションズ
2025年3月16日現在
|                                                                   | · イングランド   | · アイルランド   | · スコットランド   | · ウェールズ   | · フランス   | · イタリア   |
| ----------------------------------------------------------------- | ---------------- | ---------------- | ------------------ | -------------- | ------------ | ------------ |
| 試合数                                                            | 135              | 137              | 137                | 137            | 102          | 32           |
| 単独優勝（カッコ内は同時優勝）回数                                |                  |                  |                    |                |              |              |
|                                                                   | イングランドの旗 | アイルランドの旗 | スコットランドの旗 | ウェールズの旗 | フランスの旗 | イタリアの旗 |
| ホーム・ネイションズ時代                                          | 5 (4)            | 4 (4)            | 10 (3)             | 7 (4)          | 該当せず     | 該当せず     |
| ファイブ・ネイションズ時代                                        | 17 (6)           | 6 (5)            | 5 (6)              | 15 (8)         | 12 (8)       | 該当せず     |
| シックス・ネイションズ (現在)                                     | 7                | 6                | 0                  | 6              | 7            | 0            |
| 合計                                                              | 29 (10)          | 16 (9)           | 15 (9)             | 28 (12)        | 19 (8)       | 0 (0)        |
| グランドスラム（全勝優勝）回数                                    |                  |                  |                    |                |              |              |
|                                                                   | イングランドの旗 | アイルランドの旗 | スコットランドの旗 | ウェールズの旗 | フランスの旗 | イタリアの旗 |
| ホーム・ネイションズ時代                                          | 0                | 0                | 0                  | 2              | 該当せず     | 該当せず     |
| ファイブ・ネイションズ時代                                        | 11               | 1                | 3                  | 6              | 6            | 該当せず     |
| シックス・ネイションズ (現在)                                     | 2                | 3                | 0                  | 4              | 4            | 0            |
| 合計                                                              | 14               | 4                | 3                  | 12             | 10           | 0            |
| トリプルクラウン（ホーム・ネーションズ（英4か国）内での全勝）回数 |                  |                  |                    |                |              |              |
|                                                                   | イングランドの旗 | アイルランドの旗 | スコットランドの旗 | ウェールズの旗 | フランスの旗 | イタリアの旗 |
| ホーム・ネイションズ時代                                          | 5                | 2                | 7                  | 6              | 該当せず     | 該当せず     |
| ファイブ・ネイションズ時代                                        | 16               | 4                | 3                  | 11             | 該当せず     | 該当せず     |
| シックス・ネイションズ (現在)                                     | 5                | 8                | 0                  | 5              | 該当せず     | 該当せず     |
| 合計                                                              | 26               | 14               | 10                 | 22             | 該当せず     | 該当せず     |
| ウドゥン・スプーン（最下位チーム賞）回数                          |                  |                  |                    |                |              |              |
|                                                                   | イングランドの旗 | アイルランドの旗 | スコットランドの旗 | ウェールズの旗 | フランスの旗 | イタリアの旗 |
| ホーム・ネイションズ時代                                          | 7                | 10               | 5                  | 6              | 該当せず     | 該当せず     |
| ファイブ・ネイションズ時代                                        | 10               | 15               | 15                 | 10             | 12           | 該当せず     |
| シックス・ネイションズ (現在)                                     | 0                | 0                | 4                  | 3              | 1            | 18           |
| 合計                                                              | 17               | 25               | 24                 | 19             | 13           | 18           |

### ラグビーワールドカップ
- 1987年 - ベスト8
- 1991年 - ベスト8
- 1995年 - ベスト8
- 1999年 - プール戦敗退
- 2003年 - ベスト8
- 2007年 - プール戦敗退
- 2011年 - ベスト8
- 2015年 - ベスト8
- 2019年 - ベスト8
- 2023年 - ベスト8
- 2027年 - 出場権獲得

## 選手

### 現在の代表
アイルランド代表スコッド
- ヘッドコーチ :  ポール・オコンネル(代行)
- キャプテン : クレイグ・ケイシー

| 選手                       | ポジション     | 誕生日 (年齢)          | キャップ | チーム     |
| -------------------------- | -------------- | ---------------------- | -------- | ---------- |
| ガス・マッカーシー         | フッカー       | 1998年1月24日（27歳）  | 2        | レンスター |
| ステファン・スミス         | フッカー       | 2004年8月1日（20歳）   | 0        | レンスター |
| トム・スチュワート         | フッカー       | 2001年1月11日（24歳）  | 2        | アルスター |
| ジャック・エインジアー     | プロップ       | 1998年11月20日（26歳） | 0        | コナート   |
| ジャック・ボイル           | プロップ       | 2002年3月10日（23歳）  | 2        | レンスター |
| トム・クラークソン         | プロップ       | 2000年2月22日（25歳）  | 6        | レンスター |
| パディー・マッカーシー     | プロップ       | 2003年5月28日（22歳）  | 0        | レンスター |
| マイケル・ミルン           | プロップ       | 1999年2月5日（26歳）   | 0        | マンスター |
| トム・オトゥール           | プロップ       | 1998年9月23日（26歳）  | 16       | アルスター |
| トーマス・アハーン         | ロック         | 2000年2月22日（25歳）  | 0        | マンスター |
| ライアン・ベアード         | ロック         | 1999年7月26日（25歳）  | 27       | レンスター |
| コーマック・イズチュクー   | ロック         | 2000年1月28日（25歳）  | 1        | アルスター |
| ダラー・マレー             | ロック         | 2001年7月4日（24歳）   | 0        | コナート   |
| ギャビン・クームズ         | バックロー     | 1997年12月11日（27歳） | 2        | マンスター |
| マックス・ディーガン       | バックロー     | 1996年10月1日（28歳）  | 2        | レンスター |
| アレックス・ケンダレン     | バックロー     | 2001年3月3日（24歳）   | 0        | マンスター |
| キヨン・プレンダーガスト   | バックロー     | 2000年2月23日（25歳）  | 4        | コナート   |
| ニック・ティモニー         | バックロー     | 1995年8月1日（29歳）   | 3        | アルスター |
| クレイグ・ケイシー ()      | スクラムハーフ | 1999年4月19日（26歳）  | 18       | マンスター |
| ネイサン・ド－ク           | スクラムハーフ | 2001年12月17日（23歳） | 0        | アルスター |
| ベン・マーフィー           | スクラムハーフ | 2001年4月23日（24歳）  | 0        | コナート   |
| ジャック・クロウリー       | フライハーフ   | 2000年1月13日（25歳）  | 24       | マンスター |
| キアラン・フローリー       | フライハーフ   | 1997年12月4日（27歳）  | 8        | レンスター |
| サム・プレンダーガスト     | フライハーフ   | 2003年2月12日（22歳）  | 8        | レンスター |
| ヒュー・ギャビン           | センター       | 2004年1月10日（21歳）  | 0        | コナート   |
| スチュアート・マクロスキー | センター       | 1992年8月6日（32歳）   | 19       | アルスター |
| トミー・オブライエン       | センター       | 1998年5月28日（27歳）  | 0        | レンスター |
| ジェイミー・オスボーン     | センター       | 2001年11月16日（23歳） | 7        | レンスター |
| シェイン・ボルトン         | ウイング       | 2000年6月29日（25歳）  | 0        | コナート   |
| カルビン・ナッシュ         | ウイング       | 1997年8月8日（27歳）   | 10       | マンスター |
| ジェイコブ・ストックデイル | ウイング       | 1996年4月3日（29歳）   | 38       | アルスター |
| ジミー・オブライエン       | フルバック     | 1996年11月27日（28歳） | 8        | レンスター |

※所属、 キャップ数(Cap)は2025年7月2日現在

### かつての主な選手
- ラルフ・キーズ
- キース・ウッド
- トニー・オライリー
- ブライアン・オドリスコル
- ドノハ・オキャラハン
- ポール・オコンネル
- トミー・ボウ
- マイク・ロス
- オーエン・レッダン
- アイザック・ボス
- ローナン・オガーラ
- ジェイミー・ヒースリップ
- ジョナサン・セクストン

## ワールドラグビー男子ランキング
ワールドラグビーが発表するデータにもとづく。
| ワールドラグビー男子ランキング 上位30チーム（2025年7月7日時点） | ワールドラグビー男子ランキング 上位30チーム（2025年7月7日時点） | ワールドラグビー男子ランキング 上位30チーム（2025年7月7日時点） | ワールドラグビー男子ランキング 上位30チーム（2025年7月7日時点） |
| 順位                                                            | 変動*                                                           | チーム                                                          | ポイント                                                        |
| --------------------------------------------------------------- | --------------------------------------------------------------- | --------------------------------------------------------------- | --------------------------------------------------------------- |
| 1                                                               | 増減なし                                                        | 南アフリカ共和国                                                | 092.78                                                          |
| 2                                                               | 増減なし                                                        | ニュージーランド                                                | 090.98                                                          |
| 3                                                               | 増減なし                                                        | アイルランド                                                    | 089.83                                                          |
| 4                                                               | 増減なし                                                        | フランス                                                        | 088.90                                                          |
| 5                                                               | 1                                                               | イングランド                                                    | 086.72                                                          |
| 6                                                               | 1                                                               | アルゼンチン                                                    | 082.98                                                          |
| 7                                                               | 増減なし                                                        | スコットランド                                                  | 082.36                                                          |
| 8                                                               | 増減なし                                                        | オーストラリア                                                  | 082.08                                                          |
| 9                                                               | 増減なし                                                        | フィジー                                                        | 079.52                                                          |
| 10                                                              | 増減なし                                                        | イタリア                                                        | 077.77                                                          |
| 11                                                              | 増減なし                                                        | ジョージア                                                      | 074.69                                                          |
| 12                                                              | 1                                                               | 日本                                                            | 073.70                                                          |
| 13                                                              | 1                                                               | サモア                                                          | 072.68                                                          |
| 14                                                              | 2                                                               | ウェールズ                                                      | 072.65                                                          |
| 15                                                              | 増減なし                                                        | アメリカ合衆国                                                  | 070.02                                                          |
| 16                                                              | 増減なし                                                        | スペイン                                                        | 067.34                                                          |
| 17                                                              | 増減なし                                                        | ウルグアイ                                                      | 067.06                                                          |
| 18                                                              | 増減なし                                                        | ポルトガル                                                      | 066.44                                                          |
| 19                                                              | 増減なし                                                        | トンガ                                                          | 065.46                                                          |
| 20                                                              | 増減なし                                                        | ルーマニア                                                      | 064.61                                                          |
| 21                                                              | 増減なし                                                        | チリ                                                            | 061.72                                                          |
| 22                                                              | 増減なし                                                        | ベルギー                                                        | 059.98                                                          |
| 23                                                              | 増減なし                                                        | カナダ                                                          | 059.49                                                          |
| 24                                                              | 増減なし                                                        | 香港                                                            | 059.18                                                          |
| 25                                                              | 増減なし                                                        | ナミビア                                                        | 057.87                                                          |
| 26                                                              | 増減なし                                                        | ジンバブエ                                                      | 057.16                                                          |
| 27                                                              | 増減なし                                                        | オランダ                                                        | 057.01                                                          |
| 28                                                              | 増減なし                                                        | ブラジル                                                        | 056.53                                                          |
| 29                                                              | 増減なし                                                        | スイス                                                          | 055.26                                                          |
| 30                                                              | 増減なし                                                        | ポーランド                                                      | 054.06                                                          |
| *前週からの変動                                                 |                                                                 |                                                                 |                                                                 |
| アイルランドのランキングの推移                                  |                                                                 |                                                                 |                                                                 |
| 生のグラフデータを参照/編集してください.                        |                                                                 |                                                                 |                                                                 |
| 出典: ワールドラグビー 推移グラフの最終更新: 2025年7月7日       |                                                                 |                                                                 |                                                                 |
|                                                                 | 現在、技術上の問題で一時的にグラフが表示されなくなっています。  |                                                                 |                                                                 |